# Institut des sciences et industries du vivant et de l'environnement
48°50′23″N 2°20′54″Ø / 48.83972°N 2.34833°Ø
Institut des sciences et industries du vivant et de l'environnement (Agro ParisTech) er et fransk ingeniør-institut tilknyttet Université Paris-Saclay. 
Instituttet blev oprettet i 2007 og har i dag omkring 2000 studerende.

## Alumni
Forretningsmand
- Jacques Arnould (promotion 1981)

Politiker
- Jacques Diouf, Directeur général de la FAO (promotion G1959)

Forfatter, kunstner
- Michel Houellebecq, 2010 Prix Goncourt (promotion 1975)
- Alain Robbe-Grillet, Académie Française (promotion 1943)